# Kebba W. Foon
Kebba Wally Foon (* 1922; † 8. Mai 2002) war Politiker im westafrikanischen Staat Gambia.

## Leben
| Parlamentswahl | Stimmen | Stimmanteil |
| -------------- | ------- | ----------- |
| 1962           | 688     | 41,50 %     |
| 1966           | 889     | 39,94 %     |

| Parlamentswahl  | Stimmen | Stimmanteil |
| --------------- | ------- | ----------- |
| 1971 (Nachwahl) | 1.947   | 47,81 %     |
| 1972            | 2.481   | 44,89 %     |
| 1977            | 1.815   | 22,13 %     |

| Parlamentswahl  | Stimmen | Stimmanteil |
| --------------- | ------- | ----------- |
| 1977 (Nachwahl) | 1.294   | 44,95 %     |
| 1982            | 1.576   | 46,72 %     |
| 1987            | 764     | 26,10 %     |

Foon, Angehöriger des Volks der Wolof, war auf der Mohammedan School in Bathurst, bevor er eine Anstellung im öffentlichen Dienst annahm. 1945 bildete er sich in London zum Wirtschaftsprüfer aus und kehrte 1955 nach Gambia zurück, wo er eine eigene Firma in Bathurst (der damalige Name von Banjul) gründete. Er heiratete die geborene Britin Marion Foon.
Während seines Aufenthaltes in London traf er Kwame Nkrumah, der ihn beeinflusste. Er bildete die Gambia League und arbeitete eng mit anderen Nationalisten aus den britischen Territorien in Afrika an deren afrikanische Unabhängigkeit. 1957 bekam Foon Unterstützung durch die Gambia National Party (GNP) und wurde ihr Präsident. Nach der Auflösung der GNP 1960 schloss sich Foon der Gambia National Union (GNU) an, die ein Bündnis mit der United Party (UP) geschlossen hatte. In der Verwaltungseinheit Kombo St. Mary trat Foon bei den Wahlen zum House of Representatives 1962 im Namen der UP im Wahlkreis Bakau an. Foon unterlag aber seinen Gegenkandidaten der People’s Progressive Party (PPP). Auch bei den folgenden Wahlen 1966 unterlag Foon, der wieder im Namen der UP antrat, gegen einen Kandidaten der PPP.
Im 1971 wurde im Wahlkreis Saloum (Verwaltungseinheit Georgetown) eine Nachwahl im Januar ausgerufen, an der Foon teilnahm, aber gegen seinen Kandidaten der PPP unterlag. Bei den nächsten Wahlen 1972 und 1977 trat Foon erneut in Saloum an, unterlag jeweils gegen einen Kandidaten der PPP.
Bei einer Nachwahl 1977 im Wahlkreis Banjul Central trat Foon erneut an und unterlag wie bei den Wahlen 1982 und 1987, bei denen er im Wahlkreis Banjul Central antrat.
Mindestens im Zeitraum von 1979 bis 1986 war er als Notar (notary public) tätig.
Foon zog sich nach der Wahl 1987 aus der Politik zurück und starb im Mai 2002.